# Kallanakuppe, Kanakapura
Kallanakuppe là một làng thuộc tehsil Kanakapura, huyện Ramanagara, bang Karnataka, Ấn Độ.